# Angulema
|  | Per a altres significats, vegeu «Angoulême». |

Angulema o Angolema (en francès i oficialment, Angoulême; en saintongès, Engoulaeme; en occità, Engoleime) és una ciutat de França al departament del Charente i a la regió de la Nova Aquitània, travessada pel riu Charente. S'hi celebra el Festival del Còmic d'Angulema.

## Història
Angulema és l'antiga Iculisma. Fou destruïda a mitjan segle ix pels normands. El comtat es va crear cap al 838.

## Fills il·lustres
- Léonard Mathieu (1754-1801) organista i compositor.
- Frédéric Brisson (1821-1900), pianista i compositor

## Llocs d'interès
- Centre National de la Bande Dessinée et de l'Image